# 川越東高等学校
川越東高等学校（かわごえひがしこうとうがっこう）は、埼玉県川越市久下戸にある私立男子高等学校。学校名の略称は「カワトン」「東高」。

## 概要
学級編成としては、1年次は普通コースと選抜クラスである理数コースに分かれる。
2年次から志望進路と学業成績に合わせて、理数I類（理系）・理数Ⅱ類（文系）・普通理系・普通文系の4コースに分かれる。理数と普通のコース変更は、2・3年次の学年進級時に希望と学業成績によって決まる。
理数I類（理系）は難関国立大の理系学部、理数Ⅱ類（文系）は難関国立大の文系学部を目指すコースで、普通理系・普通文系は、国公立大・難関私立大を目指すコースとなっている。制服は男子校の伝統でもある黒詰襟学生服（標準型学生服）で銀ボタン5個。生徒ホール内には学食も設置。

## 学校方針
文武両道の精神により、明朗で質実剛健な校風をつくる。

## 特色
- 付属中学を併設しない私立の男子校である。
- 特別進学コースを設置していない[1]。
- 赤レンガ造りの巨大な正門は「東門」である。
- 体育館の広さはバスケットコート6面分で、漫画アオのハコに出てくる体育館のモチーフにもなった。
- 日本の高校・大学と合わせても日本最大級講堂がある。
- 校舎は体育館と並行するように横長で、ほとんど曲がり角がない。一つの建物の中に小講堂・大講堂がある。

- 南古谷駅、上福岡駅、本川越駅、大宮駅よりスクールバス（無料）が運行している。

## 校章
歴史豊かな町、川越の「川」を90度回転させ、校舎が所在する同町極東の「東」を乗せたデザインである。

## 進学実績
理数コースは難関国立大学を目指すコースのため、指定校推薦は基本的に利用できない。指定校は早稲田・上智・東京理科など。
文武両道で田舎の男子校生気質の為、慶應義塾大学よりも早稲田大学を進路選択する傾向にある。また、近年は東京大学に一定数の合格者を輩出している。
2025年度の進学実績
国立は東京大学1名(文科一類)・一橋大学3名・北海道大学4名・東北大学3名・筑波大学4名・横浜国立大学4名・東京学芸大学3名・東京外国語大学1名・国際教養大学1名など。
私立は早稲田大学31名・慶應義塾大学25名・上智大学12名・東京理科大学59名など。
国公立医学部は筑波大学1名・福井大学1名・山形大学1名。
私立医学部は埼玉医科大学2名・金沢医科大学1名・昭和大学1名・東北医科薬科大学1名・聖マリアンナ医科大学1名。

## 翔鷺祭（しょうろさい）
9月に行われる文化祭の名称。例年著名人が公演に来校したり、お笑い芸人がコントを披露しに来る為、大学の学園祭の様なリベラルな雰囲気を醸し出している。

## 部活動
多数の部活動が関東大会やインターハイに出場している。
- 運動部
  - 野球部

阿井英二郎(元プロ野球選手)が顧問を務めた。
- ラグビー部 　

2020年11月に行われた第100回全国高等学校ラグビーフットボール大会埼玉県予選第1ブロック決勝戦にて深谷高校を下し、花園出場を決めた。
- アメリカンフットボール部、ソフトテニス部、テニス部、サッカー部、陸上競技部、バスケットボール部、バレーボール部、柔道部、剣道部、卓球部、少林寺拳法部、ラグビー部、ソフトボール部、スキー部、ウエイトトレーニング部

- 文化部
  - クイズ研究部

2025年2月、フジテレビ主催の「新しいカギ『高校生クイズ何問目？』」において、Season 3のBブロック予選で優勝し、同年に開催予定の年間チャンピョン大会への出場権を得た。
- 演劇放送部、吹奏楽部、生物部、マンドリンギター部、新聞文芸部、囲碁将棋部、物理部、美術部、歴史部、映画部、書道部、情報処理部、英語部、数学部、合唱部

## 沿革
- 1983年 6月 - 第一グラウンド土地買収
- 1984年
  - 1月 - 川越東高校認可
  - 3月 - 校舎第一期工事完成
  - 4月 - 開校
  - 9月 - 体育館第一期工事完成
- 1985年
  - 5月 - 第二グランド土地買収
  - 6月 - 運動場照明完成
  - 7月 - 武道館完成
- 1986年
  - 1月 - 校舎第二期工事完成
  - 7月 - 体育館第二期工事完成
- 1987年 8月 - 第一講堂舞台照明設備、トレーニングセンター完成
- 1988年 7月 - 第一・第二講堂冷暖房設備完成
- 1989年
  - 2月 - 第一講堂音響設備完成
  - 3月 - 普通教室冷房完備
  - 9月 - 校長 星野 博 就任
- 1990年 12月 - 普通科定員1,200名
- 1992年
  - 6月 - 図書館完成
  - 7月 -　プール完成
- 1994年
  - 4月 - 校長 星野 昭 就任
  - 11月 - 合宿所完成
- 2005年 7月 - マルチコート完成
- 2007年 3月 - 第三グランド土地買収
- 2008年 1月 - 第三グランド完成
- 2017年 1月 - 第一グラウンド 人工芝 完成
- 2018年 4月 - 校内Wi-Fiルータ設置 iPad導入
- 2021年
  - 4月 - 校長 栗原常明　就任
- 2025年
  - 4月現在 - 校長 相川正勝[5]

## アクセス
- 東日本旅客鉄道（JR東日本）川越線南古谷駅よりスクールバス7分
- 東武東上線上福岡駅よりスクールバス15分
- 西武新宿線本川越駅よりスクールバス25分
- 大宮駅よりスクールバス25分
- 西武バス治水橋堤防より徒歩

スクールバスは関東自動車が運行している。

## 著名な卒業生
- 学術
  - 簗田優 - 経済学者
- スポーツ
  - 吉田悟 - 元サッカー選手（横浜マリノス）
  - 岸直弥 - ラグビー選手（ヤマハ発動機ジュビロ）
  - 高梨雄平 - プロ野球選手（読売ジャイアンツ投手。早稲田大学時代に完全試合を達成）
- 芸術
  - 石井裕也 - 映画監督
  - 伊藤賢治 - 作曲家
  - かねこ統 - 漫画家
- 財界
  - 合田武広-実業家（株式会社コールドクター代表取締役社長、タップル創業者）

## ひんがし会
本校の同窓会。同窓生の親睦や母校の後援を目的に開催されている。

## 川越東を舞台にした作品
- アオのハコ -三浦糀による漫画及び同漫画を原作としたアニメ作品。栄明中学高等学校（えいめいちゅうがくこうとうがっこう）として登場する。[6]

## 兄弟校
- 星野学園中学校・星野高等学校
- 星野学園小学校